# Etruščansko pismo
Etruščansko pismo je izvedeno iz eubejske ("crvene") varijante grčkog pisma. Od Etruščana su pismo vjerojatno preuzeli Rimljani, što je dalo današnju latinicu. Za pisanje brojeva su postojali posebni simboli, nalik slovima.

## Općenito
Pismo je izvedeno od "crvenog" grčkog alfabeta (eubejskog pisma) u kojoj su simboli Χ i Ψ imali drugačiju upotrebu nego u suvremenom grčkom pismu, a postojali su i simboli digama, kopa i san. Smjer pisanja je uglavnom bio zdesna nalijevo. U literaturi se uglavnom pojedina slova nazivaju odgovarajućim nazivima za grčka slova. 
Interesantno svojstvo pisanja je upotreba različitih znakova za isti glas, npr. C, Q i K su označavali /k/. To je preuzeto u latinski, pa se i danas odražava na mnoge pravopise.
Čini se da etruščanski jezik nije razlikovao zvučne-bezvučne parove (/b/ – /p/) već samo neaspirirane-aspirirane (/p/ – /ph/), tako da zapravo između delta i pi nije bilo nikakve razlike. U kasnijim natpisima se takvi redudantni simboli (beta i delta) manje koriste.
Glas /f/ se pisao na različite načine (F, FH), a kasnije je kreiran simbol vrlo sličan brojci 8.
Sjeverni krajevi su koristili druge simbole za sibilante (koji su bili vjerojatno slični hrvatskim s i š) nego južni; neki autori različito transliteriraju takvu dvojaku upotrebu.
Pretpostavlja se da latinični nazivi slova (a, be, de...) potječu iz etruščanskog pisma;  za neka slova nazivi počinju samoglasnikom (el, em, en, es).
Postojao je poseban sustav pisanja brojeva, načelno vrlo sličan rimskim brojevima.

## Slova
Neka slova su imala više varijanti, koje su u ovoj tablici prikazane usporedno:
| Etr. slovo | Grčko slovo   | Lat. slovo | Transliteracija | vj. izgovor         | napomene                            |
| ---------- | ------------- | ---------- | --------------- | ------------------- | ----------------------------------- |
|            | Α alfa        | A          | a               | /a/                 |                                     |
|            | Β beta        | B          | b, p            | /p/                 |                                     |
|            | Γ gama        | C, G       | c, k            | /k/                 | ispred e i i                        |
|            | Δ delta       | D          | d, t            | /t/                 |                                     |
|            | Ε epsilon     | E          | e               | /e/                 |                                     |
|            | Ε epsilon     |            | ê               | neka varijanta /e/? | pojavljuje se na Cortonskom natpisu |
|            | digama        | F          | v               | /w/                 | u starijim natpisima i /f/          |
|            | Η zapadno eta | H          | h               | /h/                 |                                     |
|            | Ι jota        | I          | i               | /i/, /j/            |                                     |
|            | Κ kapa        | K          | k, c            | /k/                 | ispred a                            |
|            | Λ lambda      | L          | l               | /l/                 |                                     |
|            | Μ mi          | M          | m               | /m/                 |                                     |
|            | Ν ni          | N          | n               | /n/                 |                                     |
|            | Ο omikron     | O          | u, o            | /u/, /o/            | etruščanski nije imao izvorno /o/   |
|            | Π pi          | P          | p               | /p/                 |                                     |
|            | Ϙ kopa        | Q          | q, c            | /k/                 | ispred u                            |
|            | Ρ ro          | R          | r               | /r/                 |                                     |
|            | Σ sigma       | S          | σ́ (Rix), ś      | /ʃ/                 | sjeverni krajevi                    |
| s          | Σ sigma       | S          | /s/             | južni krajevi       |                                     |
|            | Τ tau         | T          | t               | /t/                 |                                     |
|            | Υ ipsilon     | V          | u               | /u/                 |                                     |
|            | Χ zapadno ksi | X          | ks, x           | /ks/                |                                     |
|            | Ζ zeta        | Z          | z               | /t͡ʃ/ ili /t͡s/?      |                                     |
|            | Φ fi          |            | φ               | /pʰ/ (aspir. /p/)   |                                     |
|            | Θ theta       |            | θ               | /tʰ/ (aspir. /t/)   |                                     |
|            | Ψ zapadno hi  |            | χ               | /kʰ/ (aspir. /k/)   |                                     |
|            |               |            | f               | /f/                 | u kasnijim natpisima                |
|            | san           |            | ś (Rix), s      | /s/                 | sjeverni krajevi                    |
| σ (Rix), ś | san           | /ʃ/        | južni krajevi   |                     |                                     |

Napomene uz tablicu:
- sjeverni krajevi su Vetulonia, Populonia, Volterra, Fiesole, Arezzo, Chiusi, Perugia, Cortona; također i na Lanenoj knjizi;
- južni krajevi se odnosi na gradove Tarquinia, Veii, Volsinii, Vulci, Rusellae i pokrajinu Kampaniju;
- Helmut Rix u svojoj knjizi Etruskische Texte koristi detaljnu transliteraciju, označenu u tablici s (Rix)

U ranim zapisima se glas /f/ pisao dvoslovom FH (ilustriran je i smjer pisanja s desna nalijevo):
a kasnije je uveden simbol sličan arapskoj brojci 8.
Između riječi se pisala točka u sredini visine slova; rečenice, a ponekad i riječi su odvajane i dvotočkom.

## Brojevi
Koristili su se posebni simboli za 1, 5, 10, 50 i 100, po principu vrlo sličnom rimskim brojevima:
| Simb.           | Vrijednost |
| --------------- | ---------- |
| etruščansko 1   | 1          |
| etruščansko 5   | 5          |
| etruščansko 10  | 10         |
| etruščansko 50  | 50         |
| etruščansko 100 | 100        |

Simboli su najvjerojatnije simbolički povezani: 1 je jednostavna crta, 5 izgleda kao donja polovica od 10, a 50 kao donja polovica od 100.

## Drugi projekti Wikimedije
|  | Zajednički poslužitelj ima još gradiva o temi etruščansko pismo |

## Vanjske poveznice
- Etruscan Texts Project: baza etruščanskih natpisa (eng.)
- Old Italic Unicode (eng.)
- The Etruscan alphabet (Omniglot) (eng.)
- Old Italic alphabets (Omniglot) (eng.)
- Etruscan (Ancient Scripts) (eng.)